# جامعة سيتون هول
جامعة سيتون هول (بالإنجليزية: Seton Hall University)‏ هي جامعة، تأسست في 1855، في الولايات المتحدة، وكان مؤسسها هو جيمس روزفلت بايلي، وهي عضوة في Big East Conference ‏.